# Président de la Chambre des représentants des États-Unis
 (janvier 2023).
Si vous disposez d'ouvrages ou d'articles de référence ou si vous connaissez des sites web de qualité traitant du thème abordé ici, merci de compléter l'article en donnant les références utiles à sa vérifiabilité et en les liant à la section « Notes et références ».
En pratique : Quelles sources sont attendues ? Comment ajouter mes sources ?
Le président de la Chambre des représentants des États-Unis (en anglais speaker of the United States House of Representatives, souvent abrégé en speaker of the House, « président de la Chambre ») préside la chambre basse du Congrès des États-Unis.
Le président de la Chambre est le second dans l'ordre de succession présidentielle des États-Unis, après le vice-président et avant le président pro tempore du Sénat. Normalement, le président de la Chambre des représentants ne préside pas personnellement les débats, déléguant cette tâche à d'autres membres de la Chambre des représentants du même parti que lui. Le président ne participe pas non plus régulièrement aux débats ni au vote. À côté des devoirs liés à sa présidence de la Chambre et de la direction de la majorité politique, le speaker est chargé de fonctions administratives et protocolaires. Il reste également le représentant de son district.
Le président de la Chambre des représentants est élu le premier jour de la nouvelle session du Congrès (tous les 2 ans). L'élection est présidée par le Clerk de la Chambre des représentants et chaque parti présente un candidat. Celui qui obtient une majorité simple des votes est élu et après l'élection, il prête serment devant le doyen de la Chambre.

## Historique
Le premier président fut Frederick Muhlenberg. Il fut élu candidat pro-administration au 1er congrès, candidat anti-administration aux 2e et 3e congrès et candidat républicain au 4e congrès.
La position du président a commencé à s'infléchir vers un rôle partisan et exercer un réel pouvoir dans le développement législatif sous Henry Clay. Contrairement à plusieurs de ses prédécesseurs, Clay participa à plusieurs débats et utilisa son influence pour obtenir l'adoption des mesures qu'il soutenait. Lors de l'élection présidentielle de 1824, faute de majorité absolue au sein du collège électoral, le président a été élu par la Chambre des représentants avec le soutien de Henry Clay qui assura la victoire à John Quincy Adams. Après le départ à la retraite de Clay en 1825, les pouvoirs du président ont commencé à décliner. À l'approche de la guerre civile, plusieurs factions ont désigné leurs propres candidats, ce qui a souvent compliqué l'élection. Par exemple, de 1839 à 1863, il y a eu onze présidents, dont un seul a servi plus d'un mandat. À ce jour, James K. Polk est le seul président de la Chambre élu plus tard président des États-Unis
Vers la fin du XIXe siècle, le rôle du président s'est de nouveau affermi. Plusieurs titutlaires de la fonction sont devenus des figures dominantes dans leurs partis politiques. Les plus en vue sont les démocrates Samuel J. Randall, John G. Carlisle et Charles Frederick Crisp (en), et les républicains James Blaine, Thomas Brackett Reed et Joseph Gurney Cannon.
Les pouvoirs du président se sont affirmés pendant le mandat du républicain Thomas Brackett Reed (1889-1891, 1895-1899) dans sa lutte contre l'obstruction du parti minoritaire (pratique du refus de vote entrainant l'absence de quorum).
Joseph Gurney Cannon (1903-1911) a exercé un important contrôle sur le processus législatif. Il fixait l'ordre du jour de la Chambre, nommait les membres de tous les comités et en choisissait les présidents, dirigeait le comité du Règlement. Il a vigoureusement utilisé ses pouvoirs pour s'assurer que les propositions républicaines soient adoptées par la Chambre. En 1910, cependant, les démocrates et plusieurs républicains insatisfaits se sont unis pour dépouiller Cannon de plusieurs de ses pouvoirs, y compris la capacité de nommer les membres du comité et sa présidence du comité du Règlement. Quinze ans plus tard, le président Nicholas Longworth en a rétabli une grande partie, mais pas la totalité.
L'un des présidents les plus influents de l'histoire était le démocrate Sam Rayburn. Rayburn a exercé la plus longue présidence de l'histoire des États-Unis. Il a participé à l'élaboration de nombreux projets de loi, travaillant discrètement avec les comités de la Chambre. Au milieu des années 1970, le pouvoir du président a encore grandi sous le règne du démocrate Carl Albert.
Le successeur d'Albert, le démocrate Tip O'Neill, était un président éminent en raison de son opposition publique à la politique du président Ronald Reagan. Le positionnement des partis se sont inversés en 1994 du fait de la Révolution républicaine faisant suite à quarante ans passés dans la minorité.

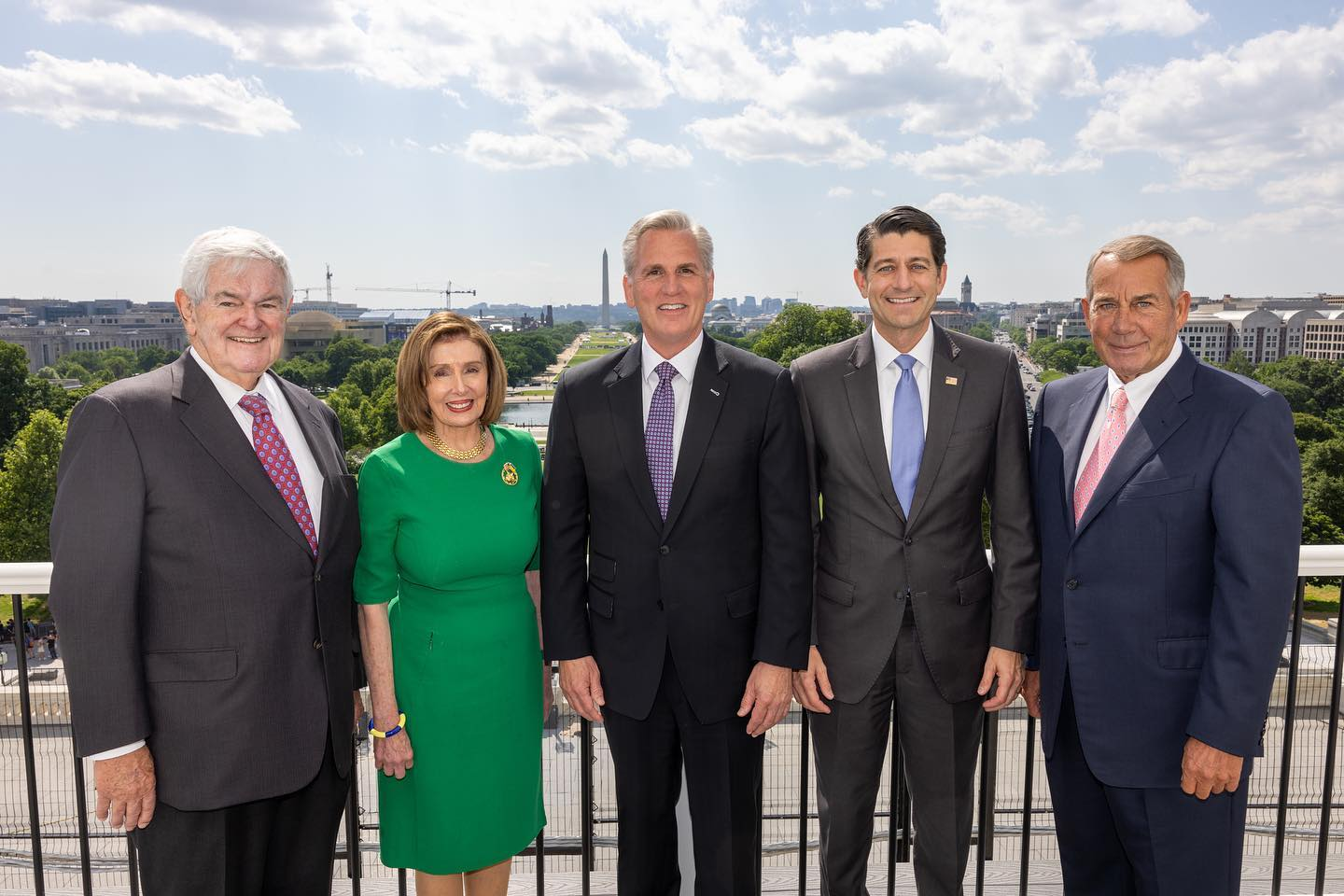
Gingrich, Pelosi, McCarthy, Ryan et Boehner posant ensemble à Washington. Tous furent les speaker de 1995 à 2023 (Hastert est absent).

Nancy Pelosi est la première femme à occuper ce poste de présidente de la Chambre des représentants pendant les présidences de George W. Bush, Barack Obama, Donald Trump et de Joe Biden.
Son successeur, Kevin McCarthy est le premier président à être destitué au terme d'une motion de censure initiée par Matt Gaetz, un élu trumpiste de son propre groupe parlementaire, le 3 octobre 2023, moins de neuf mois après son élection à la présidence de la chambre, 8 républicains ayant voté cette motion. Patrick McHenry devient président pro tempore de la Chambre des représentants des États-Unis, agissant en tant que président intérimaire en vertu du règlement. Le règlement du parlement prévoit que le président pro tempore occupe cette fonction temporairement jusqu'à ce qu'un nouveau président soit élu, mais ne donne pas de limite de durée spécifique. Cependant, la désignation du président pro tempore à des fins de succession est différente de la désignation  de membres autorisés à signer des projets de loi. La liste des membres ayant cette fonction est publiée, et il s'agit généralement de proches alliés politiques du président ou de membres de districts proches de Washington pour faciliter les sessions pro format. Plusieurs tentatives d’élire un nouveau président de la chambre échouent dans les semaines qui suivent,,, entraînant une paralysie du congrès. Après trois semaines, c'est finalement Mike Johnson, un représentant de Louisiane proche du mouvement trumpiste, qui est élu pour remplacer McCarthy.

## Dans la fiction
- Dans la série télévisée À la Maison-Blanche (1999-2006), le poste de président de la Chambre des représentants est successivement occupé par Jim Hohner (personnage mentionné mais n’apparaissant pas à l'écran), Glen Allen Walken (joué par John Goodman), qui occupe le poste de président des États-Unis par intérim conformément au XXVe amendement, et Jeff Haffley (joué par Steven Culp).
- Dans le film La Chute de la Maison-Blanche (2013), Allan Trumbull (joué par Morgan Freeman) est le président de la Chambre des représentants des États-Unis.
- Dans la série télévisée Designated Survivor (2016), Kimble Hookstraten (jouée par Virginia Madsen), est élue présidente de la Chambre des représentants des États-Unis.